# 배틀스타 갈락티카: 블러드 & 크롬
《배틀스타 갈락티카: 블러드 & 크롬》은 2012년 방영한 배틀스타 갈락티카의 프리퀄 작이다. 마이클 테일러, 데이비드 에익, 브래들리 톰슨, 데이비드 위들이 구성, 마이클 테일러가 각본, 조나스 페이트가 감독을 맡았다.

## 줄거리
제 1차 사일런 전쟁 시기를 배경으로 한다. 구체적으로는 드라마 《카프리카》와 《배틀스타 갈락티카》 사이 시기를 다루며 2007년에 제작된 웹 에피소드 《레이저 플래시백》의 줄거리를 잇는다. 윌리엄 아다마와 레이저 플래시백에 등장했던 인물 중 하나가 등장하며 나머지 등장인물은 새롭게 만들어진다.

## 출연진
- 루크 파스콸리노 - 윌리엄 아다마/콜사인 "허스커" 역
- 벤 코튼 - 코커 파스조비크 역
- 릴리 보던 - 베카 켈리 박사 역
- 존 파이퍼-퍼거슨 - 산더 토스 역